# Neoliomera moana
Neoliomera moana is een krabbensoort uit de familie van de Xanthidae. De wetenschappelijke naam van de soort is voor het eerst geldig gepubliceerd in 2013 door Poupin en Starmer.